# Ortega
Ortega là một khu tự quản thuộc tỉnh Tolima, Colombia. Thủ phủ của khu tự quản Ortega đóng tại Ortega Khu tự quản Ortega có diện tích 960 ki lô mét vuông. Đến thời điểm ngày 28 tháng 5 năm 2005, khu tự quản Ortega có dân số 31650 người.